# Podgorička banka
La Podgorička banka est une banque ayant son siège à Podgorica.
Après avoir été une société d'État, elle fait partie du groupe Société générale à partir de 2012, puis du groupe OTP Bank à partir de 2019. Elle disparaît par absorption en 2020 au sein de la Crnogorska komercijalna banka, filiale originale monténégrine de OTP Bank.

## Histoire
La banque est créée en 1904 en principauté du Monténégro, dans la ville de Podgorica, sous le nom de Prva Zetska Stedionica, en tant que société par actions. Elle représente alors un capital de 200 000 perpera. Deux ans plus tard, elle est renommée Podgorička banka (en français : Banque de Podgorica), augmentant également son capital à 600 000 perpera. En 1923, il s'élève à 600 000 dinara, avant d'être augmenté au mois de mai à 3 millions de dinara. La banque représente ensuite en 1929 un capital fixe de 5 978 389,73 dinara,.
Le 25 juin 2001, alors détenue par l'État, la Podgorička banka est à nouveau transformée en société par actions.
En juin 2005, l'État monténégrin met en vente l'ensemble de ses parts de la Podgorička banka, représentant 64,25%. Les 10% détenues par la Société financière internationale, ainsi que les 9,07% détenues par des sociétés contrôlées par l'État monténégrin. 64,44% d'entre elles sont ainsi rachetées par le groupe bancaire français Société générale le 25 octobre ; la raison sociale de la banque devient Podgorička banka Societe generale Group AD. Une nouvelle part de 10% est également rachetée par la Société générale un mois plus tard. Elle intègre officiellement le groupe au mois de novembre.
La banque est renommée Société générale Monténégro le 25 mai 2012,.
Le 26 février 2019, le groupe Société générale annonce la cession de son entité monténégrine « dans les prochains mois » au groupe bancaire hongrois OTP Bank. Elle est officiellement acquise au mois de mai par la Crnogorska komercijalna banka (hu), filiale monténégrine de OTP Bank, puis est renommée Podgorička banka à la fin du mois de juillet ; la raison sociale devient alors Podgorička banka AD Podgorica, member of OTP Group,. Le 11 décembre 2020, l'absorption définitive de la Podgorička banka par la Crnogorska komercijalna banka est effective, regroupant ainsi les deux filiales monténégrines du groupe OTP Bank en une seule entité.

## Identité visuelle

Évolution du logo
Logo de la Podgorička banka Societe generale Group.
Logo de la Société générale Monténégro.
Logo de la Podgorička banka OTP Group.